# Fenilbutazonă
Fenilbutazona este un antiinflamator nesteroidian din clasa derivaților de pirazolidindionă, utilizat ca analgezic, antiinflamator și antipiretic. Printre principalele indicații se numără: durerea (din reumatism, gută, spondilartrită ankilopoietică) și febra. Căile de administrare disponibile sunt orală și topică (cutanată). Este aprobat și pentru uz veterinar.

## Reacții adverse
Ca toate AINS, fenilbutazona poate produce iritație gastrică cu risc de apariție a unor ulcerații și a unor hemoragii gastro-intestinale. Utilizarea anumitor AINS poate fi asociată cu un risc de apariție a evenimentelor trombotice arteriale (infarct miocardic, accident vascular cerebral).